# Heroes of Our Time
"Heroes of Our Time" é a faixa inicial e primeiro single do quarto álbum da banda inglesa de power metal DragonForce, Ultra Beatdown. Foi o primeiro a ser lançado via web streaming no MySpace oficial da banda, em 4 de julho de 2008. Em 8 de julho de 2008 o videoclipe foi lançado online com o tempo reduzido de 4:57. Em 15 de julho o single foi disponibilizado para download no iTunes. Em 3 de dezembro de 2008, "Heroes of Our Time" foi anunciada oficialmente como concorrente ao Prêmio Grammy de "Best Metal Performance", sendo a primeira indicação da banda para o Grammy.

## Letra
A letra de Heroes of Our Time é baseada em assuntos religiosos, podendo ser considerada como uma continuação de "Through the Fire and Flames", já que ambas retratam uma batalha épica entre Céu e Inferno (Armageddon).

## Videoclipe
O videoclipe foi gravado um dia após a mixagem do álbum ter sido terminada, e mostra a banda sendo observada em um enorme centro de testes piloto chamado Ultra Beatdown, intercalando a performance dos integrantes com a visão em primeira pessoa de alguém aparentemente perdido, tentando descobrir o que faz ali. É o guitarrista Herman Li quem interpreta esse personagem. Máquinas parecem ter suas energias carregadas enquanto escaneiam os membros da banda, até o ponto de estarem prontas para decolar. No final do vídeo descobre-se que naves espaciais foram carregadas, e elas saem em direção ao espaço.

## Presença em Jogos Eletrônicos
- Guitar Hero III: Legends of Rock - Em 21 de agosto a canção tornou-se disponível para download no jogo, juntamente com "Revolution Deathsquad" e "Operation Ground and Pound".[7]
- Lollipop Chainsaw - A música é usada como tema para o a última fase do game.
- NHL 10 - Heroes of Our Time também faz parte da trilha-sonora oficial deste jogo.[8]
- Skate 2 - Uma versão curta da música pode ser ouvida durante o jogo.[9]

## Prêmios e Indicações
| Ano  | Prêmio        | Categoria                   | Resultado | Ref.  |
| ---- | ------------- | --------------------------- | --------- | ----- |
| 2009 | Grammy Awards | Melhor Performance de Metal | Indicado  | [ 4 ] |